# Chlustina
Chlustina település Csehországban, a Berouni járásban. Chlustina Praskolesy, Zdice, Bavoryně, Stašov, Žebrák és Hředle településekkel határos. Lakosainak száma 270 fő (2024. január 1.).

## Népesség
A település lakosságának változását az alábbi diagram mutatja:
| Lakosok száma | 378  | 387  | 387  | 326  | 290  | 195  | 230  | 241  | 245  | 270  |
|               | 1869 | 1890 | 1921 | 1950 | 1980 | 2001 | 2017 | 2019 | 2022 | 2024 |